# Abat (Eyumodjock)
Pour les articles homonymes, voir Abat (homonymie).
Abat est un village du Cameroun, situé dans la Région du Sud-Ouest. Il est rattaché administrativement à la commune d'Eyumodjock, dans le département de la Manyu.

## Population
Abat comptait 254 habitants en 1953, 443 en 1967, principalement Ejagham.
Lors du recensement de 2005 on y a dénombré 412 personnes.